# Carlos Daniel Murria Climent
Carlos Daniel Murria Climent (Castelló de la Plana, 21 de juny de 1947) és un polític valencià, senador per Castelló en la VII i VIII legislatures i diputat al Congrés dels Diputats en la IX Legislatura.

## Biografia
Fill del polític valencià Carlos Murria Arnau, ha estat treballador de banca i militant del Partit Popular del País Valencià. Fou nomenat tinent d'alcalde de l'ajuntament de Castelló de la Plana després de les eleccions municipals espanyoles de 1983 i regidor d'Ares del Maestrat el després de les eleccions municipals espanyoles de 1991.
Posteriorment ha estat senador per la província de Castelló a les eleccions generals espanyoles de 2000 i 2004. Ha estat secretari segon de la comissió de Pressupostos del Senat.
En novembre de 2010 va ocupar l'escó deixat per Juan Costa Climent, elegit diputat a les eleccions generals espanyoles de 2008 i que va decidir tornar a l'activitat privada. Fou portaveu adjunt de la Comissió de Reglament del Congrés dels Diputats.
En 2011 fou nomenat Mestre Templer per a les Festes de la Magdalena de Castelló de la Plana.